# مجموعه ضرابخانه
مجموعه ضرابخانه مربوط به دوره صفوی است و در اصفهان، بازار قیصریه، سردر قیصریه، چهار سوق زرابخانه واقع شده و این اثر در تاریخ ۷ مهر ۱۳۸۱ با شمارهٔ ثبت ۶۵۲۴ به‌عنوان یکی از آثار ملی ایران به ثبت رسیده است.